# Cho (lettre grecque)
Cette page contient des caractères spéciaux ou non latins. S’ils s’affichent mal (▯, ?, etc.), consultez la page d’aide Unicode.
Pour les articles homonymes, voir Sho.
Cet article concerne une lettre archaïque de l'alphabet grec. Pour la lettre de l'alphabet islandais à la graphie similaire, voir Þ. Pour les homonymes, voir Cho.
Cho (capitale: Ϸ, minuscule: ϸ) était une lettre utilisée pour écrire le bactrien. Le nom « cho » est moderne ; son nom original est inconnu.

## Linguistique
Le cho était utilisée pour transcrire le son d'une consonne fricative post-alvéolaire sourde (notée [ʃ] en API, prononcée comme le « ch » français) en bactrien, une langue indo-iranienne désormais éteinte.

## Histoire
En 328 av. J.-C., la Bactriane — pays situé dans le nord de l’Afghanistan actuel — fut conquise par les armées d’Alexandre le Grand. En 123 av. J.-C., la région fut conquise par les Yuezhi qui décidèrent d’adopter l’alphabet grec pour noter la langue locale. La lettre cho fut créée pour transcrire un son utilisé en bactrien mais qui n’existait pas en grec.

## Représentation informatique
La lettre possède les représentations Unicode suivante :
- Capitale Ϸ : U+03F7 ;
- Minuscule ϸ : U+03F8 ;